# Conjecture de torsion
En géométrie algébrique et en théorie des nombres, la conjecture de torsion des variétés abéliennes stipule que l'ordre du groupe de torsion d'une variété abélienne sur un corps de nombres peut être borné en termes de dimension de la variété (en) et du corps de nombre. Une version renforcée de la conjecture est que la torsion est bornée en termes de dimension de la variété et du degré du corps. La conjecture de torsion a été complètement résolue dans le cas des courbes elliptiques.

## Courbes elliptiques
De 1906 à 1911, Beppo Levi a publié une série d'articles étudiant les ordres finis possibles de points sur des courbes elliptiques sur les rationnels. Il a montré qu'il existe une infinité de courbes elliptiques sur les rationnels avec les groupes de torsion suivants :
- Cn avec 1 ≤ n ≤ 10, où Cn désigne le groupe cyclique d'ordre n ;
- C12 ;
- C2n × C2 avec 1 ≤ n ≤ 4, où × désigne la somme directe.

Au Congrès international de mathématiques de 1908 à Rome, Levi a conjecturé que cette liste de groupes de torsion pour les courbes elliptiques sur les rationnels était exhaustive. La conjecture de torsion pour les courbes elliptiques sur les rationnels a été indépendamment reformulée par Trygve Nagell (1952) et par Andrew Ogg (1971), la conjecture devenant connue sous le nom de conjecture d'Ogg.
Andrew Ogg (1971) fait le lien entre la conjecture de torsion pour les courbes elliptiques à coefficients rationnels et la théorie des courbes modulaires classiques (en). Au début des années 1970, les travaux de Gérard Ligozat, Daniel Kubert, Barry Mazur, et John Tate ont montré que certaines petites valeurs de n n'apparaisse jamais comme ordre de points de torsion. Barry Mazur (1977, 1978) montre la conjecture sur les courbes elliptiques à coefficients rationnels. Sa méthode est généralisée par Kamienny (1992) and Kamienny & Mazur (1995), qui obtiennent respectivement une borne uniforme sur les corps quadratiques et corps de nombres de degré au plus 8. Finalement, Loïc Merel (1996) montre la conjecture pour les courbes elliptiques sur l'ensemble des corps de nombres.
Une limite effective pour la taille du groupe de torsion en termes de degré du corps de nombre est donnée par . Une liste exhaustive des groupes de torsion possibles a également été donnée pour les courbes elliptiques sur les corps de nombres quadratiques. Il existe des résultats partiels pour les corps de nombres quartiques et quintiques (Sutherland 2012).